# Tartozáselismerés
A tartozáselismerés  a polgári jogban a kötelezett részéről tett egyoldalú, írásbeli jognyilatkozat, amelyben a kötelezett elismeri, hogy a jogosult irányában a konkrét tartozás fennáll.
Joghatása az, hogy a tartozáselismerést követően megfordul a bizonyítási teher az előző állapothoz képest, ugyanis az elismerőt terheli annak a bizonyítása, hogy már nincs, vagy nem is volt tartozása.

## A hatályos magyar szabályozás
A tartozáselismerésről a Polgári Törvénykönyv (a 2013. évi V. törvény) VI. könyve alá tartozó kötelmi jogi rész szabályozza.A tartozásnak a kötelezett részéről való elismerése az elévülést megszakító tények egyik típusa. Ha a kötelezett a tartozását elismeri, a tartozás jogcíme nem változik meg, de a tartozását elismerő kötelezettet terheli annak bizonyítása, hogy tartozása az elismerő jognyilatkozat megtételének időpontjában nem vagy alacsonyabb összegben állt fenn, bírósági eljárásban nem érvényesíthető követelésen vagy érvénytelen szerződésen alapult.

## A korábbi magyar szabályozás
A Polgári Törvénykönyvről szóló 1959. évi IV. törvény XXII. Fejezetében a 242. § szabályozta a tartozáselimerést.
A tartozás elismerése a tartozás jogcímét nem változtatja meg, de az elismerőt terheli annak bizonyítása, hogy tartozása nem áll fenn, bírósági úton nem érvényesíthető, vagy a szerződés érvénytelen.  A tartozáselimerés a másik félhez intézett írásbeli nyilatkozattal történik. 